# La Reproduction (album)
Albums de Arnaud Fleurent-Didier
Portrait Du Jeune Homme En Artiste
(2004)
La Reproduction est le quatrième album d'Arnaud Fleurent-Didier sorti le 4 janvier 2010. Le titre tout comme le reste de l'album fait référence au livre de Pierre Bourdieu et Jean-Claude Passeron ainsi qu'à la reproduction sexuée, tandis que la pochette est, elle, inspirée par une scène de film Bianca de Nanni Moretti, scène durant laquelle on peut entendre la chanson Scalo a grado de Franco Battiato qui, avec Lucio Battisti, fait partie des compositeurs italiens qui l'ont plus que certainement inspiré.

## Accueil critique
L'album a été salué unanimement par la critique. Gilles Médioni pour L'Express évoque un « grand disque de pop inédite » qui « penche parfois du côté des « BO » des films de Jacques Demy ». Télérama fait également ce rapprochement avec les BO de Jacques Demy signées Michel Legrand et mentionne également d'autres ressemblances avec Philippe Katerine, Brigitte Fontaine et Taxi Girl. Le magazine souligne surtout une « conjonction rare de mélodies entêtantes, de cordes luxueuses, de pauses [...] d'emballements rythmiques » et « de mots cinglants qui interrogent et qui bousculent ». Les Inrockuptibles qualifient l'album de « tranchant » et de « radical ». Selon eux, c'est un « très grand disque », un « chef-d'œuvre glaçant entre humour noir et rire jaune ». Par cet album, Arnaud Fleurent-Dider « chamboule la chanson française ». La Reproduction occupe la septième place des meilleurs albums 2010 selon Les Inrocks ce qui en fait, selon le magazine, le meilleur album français de l'année devant Philippe Katerine qui se classe onzième et Courchevel de Florent Marchet qui lui occupe la trente-cinquième position. Radio France internationale parle d'une « œuvre à la sensibilité déroutante et attachante ». La revue Magic évoque un disque « majeur qui devrait, à tout le moins, avoir un impact générationnel » et considère le single France Culture comme un « tube absolu » auquel il décerne six étoiles, note maximale pour le magazine.

## Pistes
| No  | Titre                      | Durée |
| --- | -------------------------- | ----- |
| 1.  | France Culture (single)    | 3:22  |
| 2.  | L'Origine Du Monde         | 3:11  |
| 3.  | Imbécile Heureux           | 3:26  |
| 4.  | Reproductions (single)     | 4:44  |
| 5.  | Mémé 68                    | 3:11  |
| 6.  | Je Vais Au Cinéma (single) | 3:44  |
| 7.  | Ne Sois Pas Trop Exigeant  | 5:15  |
| 8.  | My Space Oddity            | 3:52  |
| 9.  | Risotto Aux Courgettes     | 4:07  |
| 10. | Pépé 44                    | 2:38  |
| 11. | Si On Se Dit Pas Tout      | 3:31  |